# 卡尔·威廉·克劳泽
卡尔·威廉·克劳泽（Karl Wilhelm Krause，1911年3月5日—2001年5月6日）是一位武装党卫队军官（党卫队证号：236858），在第二次世界大战期间晋升为親衛隊高級突擊隊領袖（相当于国防军陆军上尉）。他曾在1934年至1939年9月中旬期间担任阿道夫·希特勒的私人勤务兵（近侍）、保镖。他后来曾服役于親衛隊第12師。克劳泽提出了防空坦克概念，德军后来研发出名为“四号防空坦克‘旋风’”（Flakpanzer IV "Wirbelwind"）的旋風式防空坦克。1945年5月，为躲避苏军，克劳泽向西边逃亡，之后向美军投降，之后遭到审讯和监禁，一直被关到1946年6月，在被罚款后获释。尽管身为党卫队“中层”军官，但盟军没有认定只担任过保镖的克劳泽有战犯嫌疑。后来，克劳泽住在德国中部，当过服务生和室内设计师。